# 钱静人
钱静人（1918年—1981年），原名钱德鹤，男，江苏省如皋县（今如东县）马塘镇潮桥人，中华人民共和国政治人物、民间文艺学家。

## 生平
1938年在上海参加抗日救亡运动，同年加入中国共产党，回到沦陷的如皋县，参加通如地区的武装斗争和政权建设，先后担任中共政权的区长、区委书记。中共政权在1940年将如皋县一分为二。至1945年日本投降，如皋县改名为如东县，如西县改名为如皋县。钱静人为首任如东县县长。1949年上海解放后，钱静人任苏南松江地委宣传部长，妻子赵宛华任上海新华书店(总店)军代表兼书记。钱静人后任江苏省文化局长、省文联主席、省委宣传部副部长等职。

## 著作
著有诗集《天渊集》、论著《江苏南部歌谣简论》，与他人合作收集整理出版《江苏南部民间戏曲说唱音乐集》。